# Aplonis striata
Aplonis striata е вид птица от семейство Скорецови (Sturnidae).

## Разпространение
Видът е разпространен в Нова Каледония.